# Beatriz Fernández
Beatriz Fernández, född 19 mars 1985 i Santander, är en spansk handbollsspelare (vänstersexa/mittnia).

## Klubblagskarriär
Fernández började spela handboll när hon var tolv år gammal.  Hon spelade senare för Vícar Goya, BM Sagunto, CB Mar Alicante och BM Bera Bera. Sommaren 2012 flyttade hon till den franska klubben Fleury Loiret HB. Med Fleury Loiret vann hon franska cupen 2014 och franska mästerskapen 2015. Från början av 2016 spelar hon igen för Bera Bera.  Med Bera Bera vann hon det spanska mästerskapet 2016. Efter detta avslutade hon sin spelarkarriär.

## Landslagskarriär
Med Spanien spelade hon vid EM 2008 i finalen, som Norge vann med 34–21. Ett år senare var hon en del av den spanska truppen vid VM 2009. Sommaren 2012 deltog Fernández i samband med OS 2012 i London. Hon ingick i det spanska lag som tog OS-brons. 2014 vann hon silvermedaljen vid EM 2014.
Fernández spelade 182 landskamper och gjorde 380 mål för det spanska landslaget.